# Giudizio di rinvio
Il giudizio di rinvio, nel diritto italiano, è il giudizio rescissorio effettuato dal giudice di merito che segue la fase rescindente, cioè la fase in cui la cassazione decide sulla sentenza impugnata enucleando il corrispondente "principio di diritto" che deve essere osservato dal giudice del rinvio nello svolgimento della corrispondente fase; il giudice competente per il rinvio è discrezionalmente scelto dalla cassazione tra quelli di pari grado a quello che ha pronunciato il provvedimento cassato.

## Procedimento
Una volta disposto il rinvio da parte della Corte di cassazione, le parti hanno l'onere di riassumere la causa davanti al giudice del rinvio. La indicata riassunzione dovrà avvenire mediante atto di citazione, notificato personalmente a tutte le parti del precedente giudizio, entro tre mesi, (prima della riforma del 2009 era un anno), dalla pubblicazione della sentenza della Corte di Cassazione, ex art. 392 cpc.
A questo punto possono verificarsi due distinte situazioni:
- La riassunzione, così come sopra descritta, non viene disposta entro i termini. In tale caso l'intero giudizio si estingue. A fronte di tale estinzione ogni precedente pronuncia viene travolta e resa inefficace. Fanno eccezione le sentenze passate in giudicato e l'eventuale principio di diritto enunciato dalla Corte di Cassazione.
- La riassunzione avviene nel termine previsto dalla legge, e allora il processo di rinvio prosegue.

### Oggetto del giudizio di rinvio
L'oggetto del giudizio del procedimento in esame non coincide con quello che caratterizzò il giudizio che produsse il provvedimento poi cassato.
Infatti con il giudizio di rinvio non si mira ad una mera rinnovazione del giudizio di merito pregresso.
In linea generale possiamo affermare che il giudice del rinvio si debba limitare alla sostituzione, nella sentenza cassata, delle parti affette da vizi o errori. Ovviamente affinché ciò venga effettuato con successo, è necessario che il giudice vada ad applicare il principio di diritto così come formulato dalla Corte di cassazione.
La sentenza del giudice del rinvio può essere impugnata soltanto per motivi non riguardanti i punti già decisi dalla Corte di cassazione ovvero per mancata uniformità della decisione del Giudice del Rinvio alla questione di diritto decisa dalla Corte di cassazione

### Peculiarità del giudizio di rinvio
In sede di rinvio si applicano le disposizioni che caratterizzano il procedimento davanti al quale la causa è stata rinviata.
Le parti mantengono la stessa posizione processuale che avevano nel processo in cui fu pronunciata la sentenza poi cassata. 
Le parti, nel giudizio di rinvio, non possono prendere conclusioni diverse da quelle prese nel giudizio nel quale fu pronunciata la sentenza cassata. 
Nel giudizio di rinvio deve sempre essere prodotta copia autentica della sentenza cassata.
La sentenza conclusiva sarà impugnabile solo con ricorso per cassazione e solo per fare valere la mancata ottemperanza ai principi stabiliti dalla cassazione nella sentenza conclusiva del giudizio rescindente.
| Controllo di autorità | Thesaurus BNCF 33946 |